# Fosse 7 Military Cemetery (Quality Street)
Fosse 7 Military Cemetery (Quality Street) is een Britse militaire begraafplaats met gesneuvelden uit de Eerste Wereldoorlog, gelegen in de Franse gemeente Mazingarbe (Pas-de-Calais). De begraafplaats werd ontworpen door Arthur Hutton en ligt aan de Rue Montaigne, dicht bij de oostelijke rand van de gemeente op 2,4 km van het gemeentehuis. Ze heeft een nagenoeg rechthoekig grondplan met een oppervlakte van 1.200 m² en wordt omgeven door een natuurstenen muur. Het Cross of Sacrifice staat aan de straatkant met aan beide zijden een hek als toegang. De begraafplaats wordt onderhouden door de Commonwealth War Graves Commission.
Er liggen 141 doden begraven.
Op het grondgebied van de gemeente liggen ook nog de Britse begraafplaatsen Mazingarbe Communal Cemetery, Mazingarbe Communal Cemetery Extension en Philosophe British Cemetery.

## Geschiedenis
De begraafplaats werd gestart door Franse troepen in mei 1915, en door Britse eenheden verder gebruikt van juni 1915 tot april 1917. Fosse 7 was een verbindingsloopgraaf die vier kilometer ten oosten van Mazingarbe lag, aan de westkant van de weg van Lens naar Béthune. Aan het begin ervan stonden mijnwerkershuizen en een elektrisch station van waaruit een geul liep die tijdens de oorlog Quality Street werd genoemd, naar de begraafplaats.
Er liggen 129 Britten (waaronder 11 niet geïdentificeerde) en 12 Fransen begraven. Voor 13 Britten werden Special Memorials opgericht omdat hun graven niet meer gelokaliseerd konden worden.